# Авічі-Арена
«Авічі Арена» (швед. Avicii Arena, колишні назви — Еріксон Глоб, Стокгольм Глоб Арена, також «Глобен» (швед. Globen — глобус)) — багатофункціональна спортивно-розважальна споруда в місті Стокгольм, Швеція. Домашня арена збірної Швеції з хокею та ХК «Юргорден». Місце проведення Євробачення 2016. Була побудована за 2,5 років і є найбільшою півсферичною будівлею на Землі.

## Історія
Арена побудована протягом 1986—1989 років та відкрита 19 лютого 1989 року як «Стокгольм Глоб Арена». Споруда розташована в мікрорайоні Стокгольма Глобен Сіті, який був створений спеціально під неї. Арена має форму великої білої кулі, що має діаметр 110 м і внутрішню висоту 85 м. Об'єм будівлі становить 605 000 м³ . Місткість арени становить 16 000 глядачів під час шоу і концертів та 13 850 під час хокейних матчів. 
«Авічі Арена» імпровізує Сонце в архітектурному ансамблі Шведської Сонячної системи, яка є найбільшою у світі мініатюрною моделлю Сонячної системи. 
2 лютого 2009 року комерційні права на назву арени придбала шведська телекомунікаційна компанія «Ericsson», після чого попередня назва «Стокгольм Глоб Арена» була замінена на «Еріксон Глоб».
Арена приймає хокейні матчі в рамках НХЛ Челендж та культурні заходи, зокрема концерти зірок світового рівня.
У 2016 році арена була місцем проведення пісенного конкурсу Євробачення.
Назву «Авічі Арена» споруда отримала у 2021 році на честь шведського діджея Авічі, який наклав на себе руки у 2018 році.
У 2022 році на арені пройшов благодійний концерт «Hela Sverige skramlar för Ukraina» на підтримку України у війні з Росією.